# Agógé

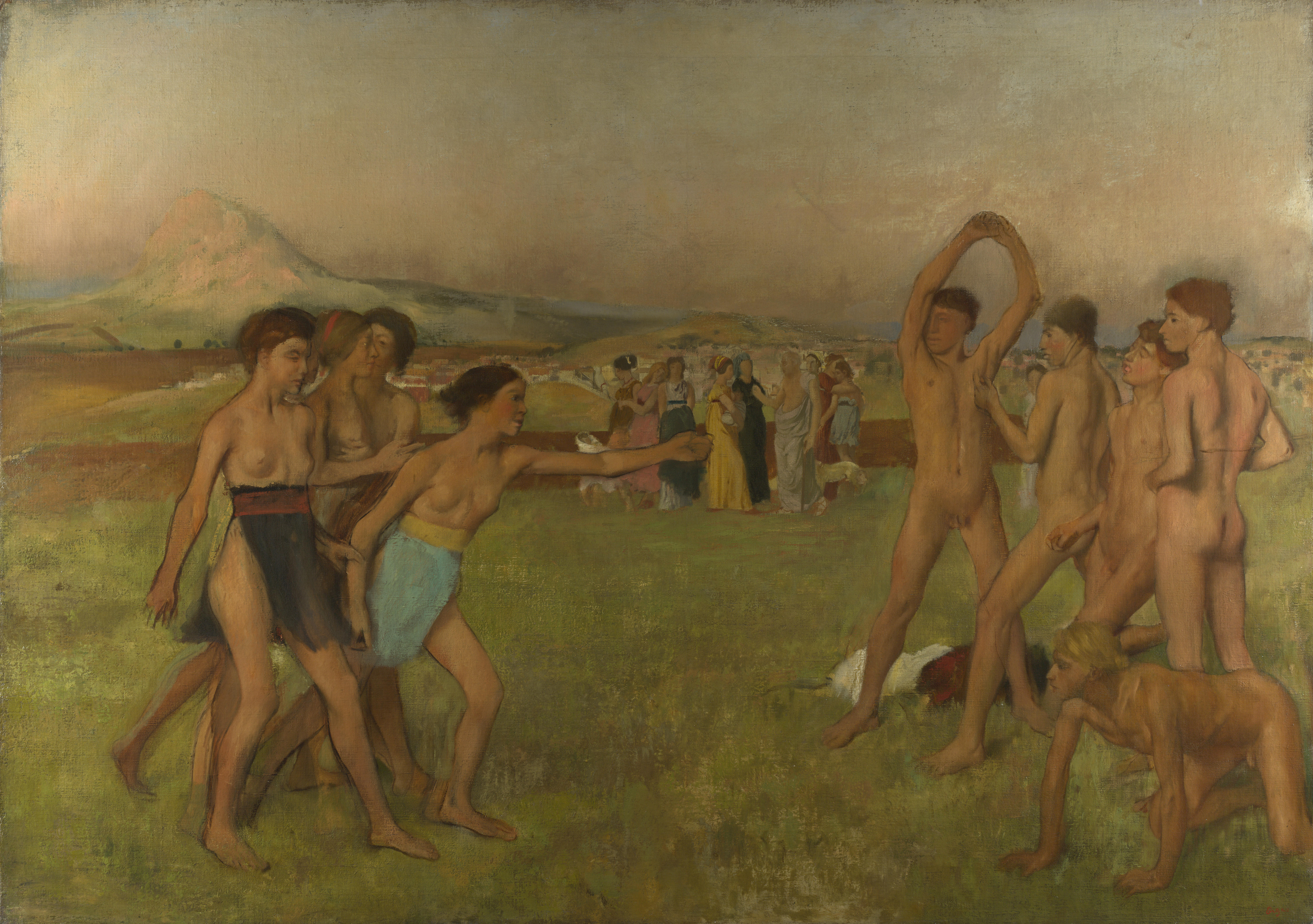
Představa Edgara Degase o výchově ve Spartě (ve skutečnosti se chlapci a dívky nestýkali).

Agógé (řecky ἀγωγή), též spartánská výchova, byl systém výchovy a vzdělávání ve starořeckém městském státě Sparta. Tímto systémem se Sparta značně odlišovala od jiných starořeckých obcí, kde převládl systém paideia. Odlišný výchovný systém vedl ke značně jiné mentalitě spartských obyvatel oproti zbytku Řecka. Základním cílem agógé bylo vychovat zdatné vojáky. Plútarchos poznamenal, že Sparťané jako jediní brali válku jako vítaný odpočinek od běžného drillu agógé. Samo slovo ἀγωγή souvisí se slovesem ἄγω (vést). Původně se snad pro spartský systém ani neužívalo, je doloženo až ze 3. století př. n. l. Předpokládá se, že systém vznikl v 7. nebo 6. století př. n. l. Jeho mytickým zakladatelem byl Lykúrgos.
Systém se týkal jen chlapců, kteří do něj nastupovali v sedmi letech a opouštěli ho ve třiceti (dívky měly jiný, mnohem volnější systém vzdělávání a i později byly spartské ženy mnohem svobodnější než muži, ba než jiné ženy v Řecku). V době výchovy chlapci neměli kontakt ani s rodinami, ani se ženami. Systém byl rozdělen do tří stupňů paides (7-12 let), paidiskoi (12-20 let) a hébóntes (20-30 let). Chlapci byli dále rozděleni do skupin zvaných agelai (jednotné číslo agelé, což znamená "smečka"). Systém byl značně násilný a nezřídka končil smrtí chovance. Součástí výcviku bylo odpírání jídla, spánku, osobního majetku, hygieny, čistého oděvu či přístřeší. Chlapci museli mít oholenou hlavu a chodili bosí. Nejmladší chlapci byli nazí. Rituální bičování je mělo naučit toleranci vůči bolesti. Dostávali záměrně málo jídla, aby ho museli krást a naučit se tak strategickému myšlení a lstivosti. Přichycení při krádeži však znamenalo tvrdý trest. Chlapci byli povzbuzováni, aby používali násilí i vůči sobě navzájem. Podle Plútarcha chlapci ze třetího stupně sexuálně zneužívali chlapce ze stupně prvního. Ve výuce byl ale i tanec, zpěv a rétorika. 
Systémem ovšem neprocházeli všichni muži ve Spartě, jen synové z rodin z nejvyšší třídy zvané spartiatés (což představovalo asi desetinu populace, podle některých odhadů ještě méně). Z výchovy byly osvobozeni taktéž členové dvou královských rodů Eurypontovců a Agiovců. Výchovy se mohli zúčastnit i cizinci (trofimoi), byli-li formálně adoptováni spartským občanem; tato možnost byla podle všeho pokládána za prestižní a na výchovu do Sparty dal své syny například athénský historik Xenofón. Řada Athéňanů ale systém kritizovala, nejvíce Plútarchos. 
Struktura a obsah agógé se postupem času měnila, protože nejdrsnější praktiky upadaly v nemilost. V průběhu helénistického období už systém v původní podobě nešlo nalézt. V římském období se stal jakousi turistickou atrakcí pro Římany. 